# Село Сарайгировского отделения Уртакульского совхоза
Село Сарайгировского отделения Уртакульского совхоза (баш. Уртакүл совхозының һарайғыр бүлексәһе) — село в Буздякском районе Башкортостана, входит в состав Уртакульского сельсовета.

## Географическое положение
Расстояние до:
- районного центра (Буздяк): 15 км,
- центра сельсовета (Уртакуль): 14 км,
- ближайшей ж/д станции (Буздяк): 15 км.

## Население
| 2002 | 2009 | 2010 |
| ---- | ---- | ---- |
| 224  | ↗236 | ↘213 |

## Известные уроженцы
- Корольков, Григорий Михайлович (1934—2012) — советский слесарь-монтажник, Герой Социалистического Труда.